# Sweet Sacrifice
«Sweet Sacrifice»  — третій сингл другого студійного альбому американської рок-групи «Evanescence» — «The Open Door». Написана Емі Лі і Террі Бальзамо. Спочатку третім синглом мала стати пісня «All That I'm Living For», проте фани і сама група наполягла, щоб третім синглом стала пісня «Sweet Sacrifice». На CD пісня вийшла тільки в Німеччині, 25 травня 2007. Вона мала дві версії: основну і розширену. У 2008 пісня була номінована на нагороду «Греммі», в категорії Best Hard Rock Performance. «Sweet Sacrifice» входить до «Guitar Hero On Tour: Modern Hits».

## Музичне відео
Відеокліп знімався в Бербанку, Каліфорнія з 9 по 10 березня 2007. Режисер — Паул Браун. 4 квітня 2007 музичне відео короткий термін продавався в магазинах iTunes, а 5 квітня відбулась прим'єра на Yahoo! Music.

## Список пісень
Максі-CD-сингл
| #  | Назва                                   | Тривалість |
| -- | --------------------------------------- | ---------- |
| 1. | «Sweet Sacrifice» (Album version)       | 3:05       |
| 2. | «Weight Of The World» (Live from Tokyo) | 3:44       |

Преміумний максі-CD-сингл
| #  | Назва                                   | Тривалість |
| -- | --------------------------------------- | ---------- |
| 1. | «Sweet Sacrifice» (Album version)       | 3:05       |
| 2. | «Weight Of The World» (Live from Tokyo) | 3:44       |
| 3. | «Sweet Sacrifice» (Radio mix)           | 3:03       |
| 4. | «Інтерв'ю з Емі Лі і Джоном ЛеКомптом»  | 5:07       |

## Чарти
| Чарт (2007)             | Місце |
| ----------------------- | ----- |
| Turkey Top 20 Chart     | 11    |
| Portugal Singles Top 50 | 24    |
| Germany Singles Top 100 | 75    |